# Ridderorden in Malawi
Na de onafhankelijkheid in 1964 heeft Malawi, het voormalige Britse Protectoraat Nyasaland een enkele ridderorde ingesteld.
In het protectoraat verleende men tot 1964 de Ridderorden van het Verenigd Koninkrijk. Waarbij vooral de
- Orde van Sint-Michaël en Sint-George (voor zeer hoge functionarissen) en de
- Orde van het Britse Rijk (een veel verleende onderscheiding met zes graden) werden verleend.

Ook de Keizerlijke Orde van Verdienste (Imperial Service Order) werd voor dienstjaren in het tropische en ongezonde land toegekend.
Na 1964 werden deze orden vervangen door een eigen ridderorde.
- De Orde van de Leeuw 1966 (Order of the Lion)